# 冶源水库
冶源水库，位于中国山东省临朐县南部，弥河上游，1959年建成。水库控制流域面积786平方公里，总库容1.67亿立方米。主坝为粘土心墙砂壳坝，长650米，最大坝高27.3米。水库养鱼年产22万公斤，亩产水平居山东大型水库之首。